# خدیجه بنت عمر حلبی
خدیجه بنت عمر حلبی (؟ -۱۴۵۶م) (نسب:خدیجه بنت عمر بن محمد) بانوی محدث، آموزگار و نیکوکار شامی در سدهٔ نهم هجری بود. ششگانهٔ صحیح و آثار دارمی را فراگرفت. افراد بسیاری از او سماع حدیث داشته‌اند از جمله شمس‌الدین سخاوی. نزدیک سال ۸۶۰ق درگذشت.